# Городокская городская община (Львовская область)
Городокская городская общи́на (укр. Городоцька міська громада) — территориальная община во Львовском районе Львовской области Украины.
Административный центр — город Городок.
Население составляет 39 851 человек. Площадь — 388,5 км².

## Населённые пункты
В состав общины входит 1 город (Городок) и 38 сёл:
- Артищев
- Бар
- Бартатов
- Братковичи
- Великая Калинка
- Волчухи
- Воля-Бартатовская
- Галичаны
- Годвишня
- Градовка
- Добряны
- Долиняны
- Дроздовичи
- Дубаневичи
- Заверешица
- Залужье
- Зелёный Гай
- Зушицы
- Керница
- Лесновичи
- Любовичи
- Мавковичи
- Мильчицы
- Милятин
- Молошки
- Мшана
- Подмогилка
- Побережное
- Повитно
- Путятичи
- Речичаны
- Родатичи
- Стодолки
- Тучапы
- Угры
- Черляны
- Черлянское Предместье
- Шоломиничи